# Mouloudia Club d'Oujda (rugby à XV)
Pour le club de football, voir Mouloudia Club d'Oujda.
Maillots
La section rugby à XV du club omnisports Mouloudia Club d'Oujda évolue en première division du championnat marocain.

## Palmarès
- Championnat du Maroc (4)
  - Champion : 2008, 2015, 2019, 2023
- Coupe du Trône(3)
  - Vainqueur : 2004, 2008, 2010